# 바르브로 히오르트 아프 오르네스
바르브로 히오르트 아프 오르네스(Barbro Hiort af Ornäs, 1921년 8월 28일 ~ 2015년 11월 27일)은 스웨덴의 배우이다.

## 참여 작품
- 생명에 가까이
- 수치 (1968년 영화)
- 정열 (1969년 영화)
- 결혼의 풍경